# Siklócsapágy
A siklócsapágy vagy csúszócsapágy a csapágyak egyik fő típusa, melyeknél a tengely és a csapágy felülete egymáson, illetve megfelelő feltételek esetén a köztük kialakuló vékony olaj- vagy zsírrétegen csúszik. (A másik fő csapágytípus a gördülőcsapágy). Az egyszerű csúszócsapágyak (mint például a hagyományos lovaskocsik kocsikenőccsel kent csapágyai) előnye egyszerű szerkezetük, hátránya a viszonylag nagy ellenállásuk, különösen indításnál. A korszerű hidrodinamikai vagy hidrosztatikai elven működő siklócsapágyak súrlódási viszonyai vetekszenek a gördülőcsapágyakéval, azonban kialakításukra és üzemükre kényesebbek.

## Stribeck-diagram

Stribeck-diagram

1902-ben  Richard Stribeck mérnök, drezdai műszaki egyetemi tanár tanulmányozta a siklócsapágyak súrlódását, és vizsgálatait a róla elnevezett diagramban foglalta össze. Radiális terhelésű, olajkenésű siklócsapágyak súrlódási tényezőjét (μ) vizsgálta a terhelés (p) és a tengely szögsebessége (ω) függvényében. Azt találta, hogy a tengely indításánál a csapágyon a száraz súrlódásnak megfelelő súrlódási tényező lép fel. Ha a szögsebességet (fordulatszámot) növelte, a súrlódási tényező egy darabig csökkent, majd újból emelkedni kezdett, de csak kis mértékben. A kísérletek tanúsága szerint négy eset különböztethető meg:
- Indításnál száraz súrlódás lép fel. Ez a görbék bal oldali végpontjának felel meg. (1. terület)
- Kis fordulatszámnál (2. terület) vegyes súrlódás lép fel, itt a száraz súrlódás és a folyadéksúrlódás együttes hatása jelentkezik
- Nagyobb fordulatszámnál (3. terület) teljes hidrodinamikai súrlódás alakul ki, csak a kenőfolyadék belső súrlódása okoz ellenállást.

A kék szaggatott görbe azt mutatja, hogy milyen volna a p1 görbe lefutása, ha a csapágy és a tengelycsap felülete ideálisan hengeres lenne, a felületi érdesség okozta apró kiemelkedések nélkül. A vegyes súrlódás ugyanis abból adódik, hogy kialakulhatna már a folyadéksúrlódás állapota is, de a hézag a csapágy és a csap között olyan kicsi, hogy az érdesség miatt a két felület helyenként összeér. A diagramról látható, hogy a legkisebb veszteséget okozó csapágy a felületi terhelés (p) és a kenőanyag megfelelő megválasztásával megszerkeszthető.

## A hidrodinamikus siklócsapágy működése

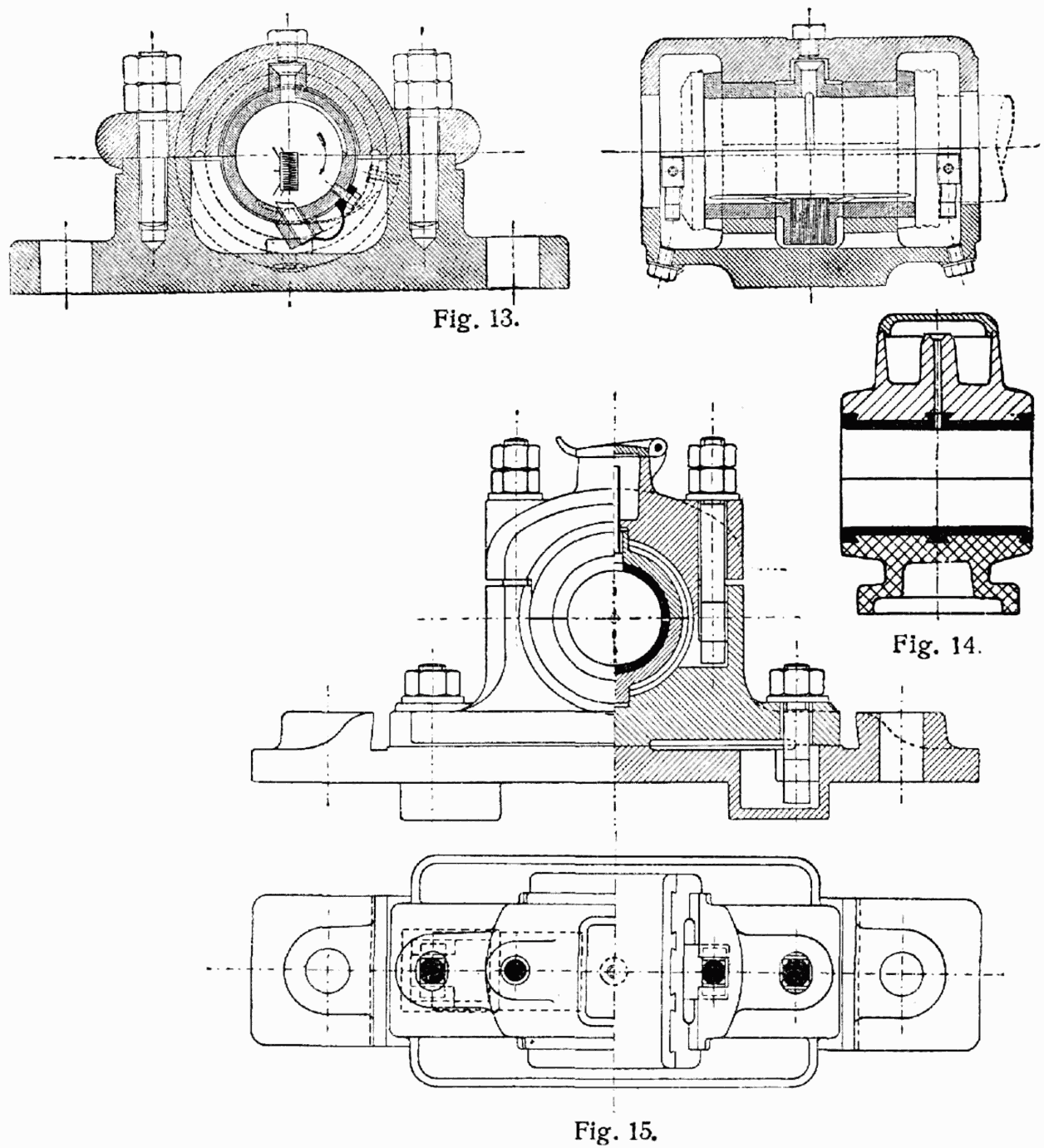
Közlőmű csapágyak

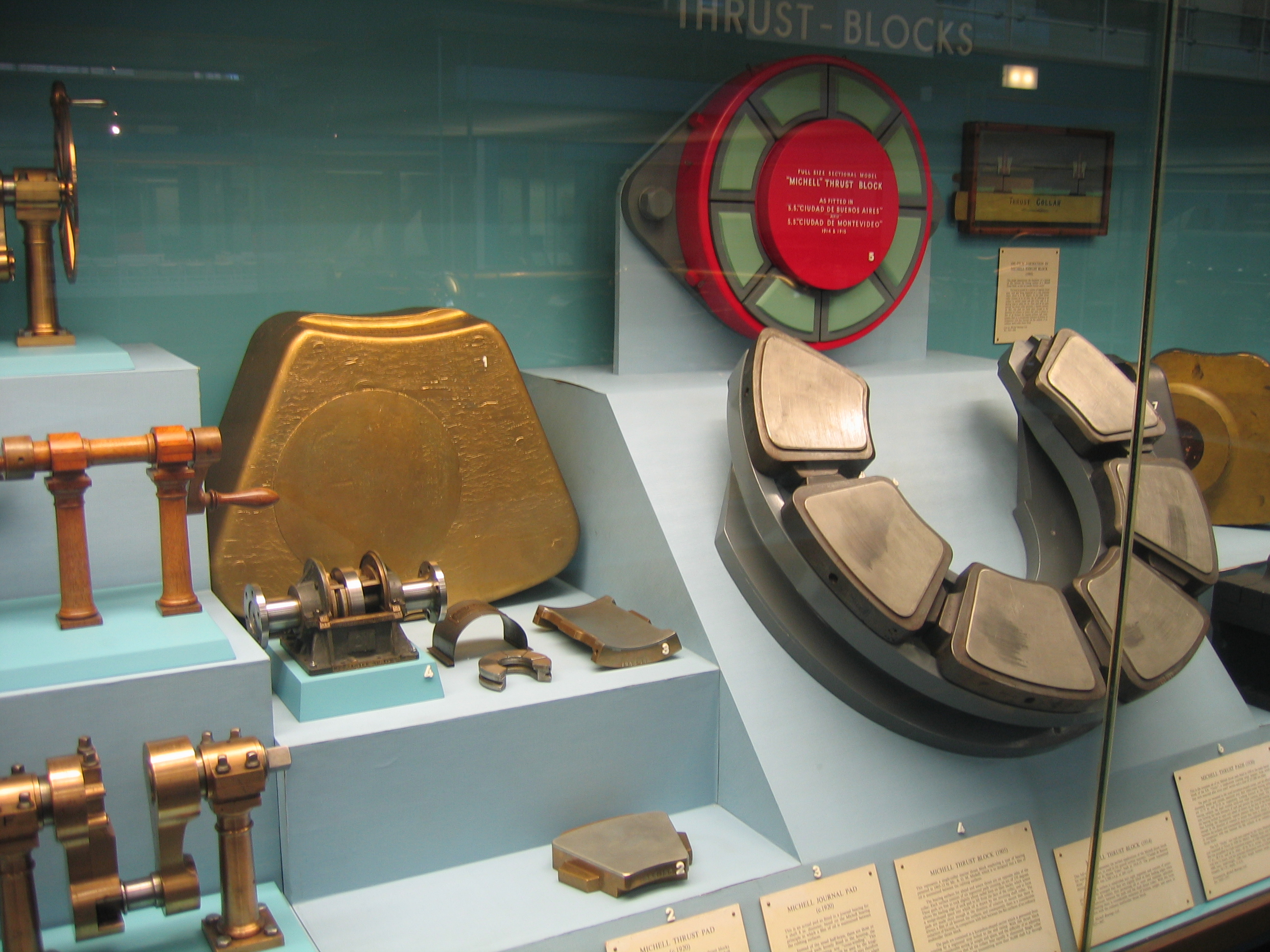
Michell-csapágyak a londoni Science Museumban

Citromcsapágy vázlata

Radiális csapágynál a nyugalomban lévő tengelycsap a csapágy alsó pontjára ül le. Feltételezzük, hogy a csapágy fel van töltve viszkózus kenőolajjal. Indításnál a száraz súrlódást kell a tengelynek legyőznie, mivel álló helyzetben a csap közvetlenül a csapágycsésze furatának felületén fekszik. A tengely megforgatásakor először "felmászik" a csésze száraz felületére, majd a csap a rátapadt kenőfolyadékot magával sodorja. A szűkülő résben olyan hidrodinamikai erők lépnek fel, melyek a tengelyt kissé megemelik, középpontja kissé a forgásirányban vízszintesen is elmozdul. Ha a csapágyat terhelő erő (például a forgórész súlya) állandó, növekvő fordulatszámmal a hmin legkisebb rés nagysága is nő, határesetben elvileg a tengelycsap és a csapágyfurat közötti hézag feléhez tart. A valóságos alkatrészek felülete érdes, így amíg a rés mérete nem haladja meg a legnagyobb érdességi csúcs magasságát, a tiszta folyadéksúrlódás nem tud kialakulni. Amint azonban a fordulatszám növelésével a rés eléri a megfelelő nagyságot, bekövetkezik az ideális folyadéksúrlódási állapot. Amint a szögsebesség tovább nő, a súrlódási tényező is enyhén nő, mert a folyadék súrlódása a sebességgel változik. 
Lényeges, hogy a csapot tartó hidrodinamikus erő csak a forgás irányában szűkülő résben tud kialakulni, ez a jelenség hasonló ahhoz, ahogy a siklócsónakok is a víz felszínére emelkednek. Megemlítendő, hogy ha a tengely forgása megszűnik, a csap alól a kenőanyag nem azonnal folyik ki, így ha rövid időn belül újraindul, a viszonyok kedvezőbbek lesznek, mint ahogy a Stribeck-diagramból következnék.
A valóságban az olajfilmben kialakuló nyomásdomb csak a csapágy közepén alakul az ábra szerint, a csapágy két oldalán, ahol végződik az alkatrész, a nyomás leépül és a kenőolaj oldalt is kifolyik. Érdekes megemlíteni, hogy sokszor nincs szükség arra, hogy a csapágycsésze hengeres furata teljesen körbeölelje a csapot, mert a terhelőerővel ellentétes oldal nem hatásos. Ha olyan helyre építik be a csapágyat, ahol biztosan nem változhat a terhelés iránya, ott elegendő félpersely alkalmazása. Ilyen eset fordul elő többek között a vasúti kocsik tengelycsapágyainál. 
A kenőolajat nem kell nyomás alatt a csapágyhoz vezetni, mert a csapágyban, a szűkülő rés előtt az olajfilmnek nincs nyomása. Az olajozásról egyszerű esetekben merev vagy laza kenőgyűrűvel szoktak gondoskodni. A csapágyházat ilyenkor úgy alakítják ki, hogy egyben olajtartály is legyen, melybe belenyúlik az olajozógyűrű. A merev gyűrű a tengellyel együtt forogva magával sodorja a rátapadó olajat, a laza kenőgyűrű működése hasonló, azonban itt a gyűrű lazán illeszkedik a tengelyre és forog ugyan, de csak amennyire a tengely magával ragadja. Lehetséges még a kanócos olajozás. Ebben az esetben a kanóc hajszálcsövessége szállítja a kenőanyagot a csapra. Egészen lassú fordulatszám esetén zsírkenés is használatos.
Kényszerkenést (szivattyúval szállított kenőolajat) csak akkor használnak, ha az olaj a súrlódáson kívül más okból is felmelegedhet (például nagy hőfokú tengelyeknél), mert a súrlódásból származó hőt a megfelelően kialakított csapágyház a környezetének le tudja adni.

## A csapágyak anyaga
A hidrodinamikai csapágyaknál a kemény, acélból készült tengelycsap valamilyen lágy, szárazon is jó siklási tulajdonságokkal rendelkező anyagból készült csapágycsészében forog. Ilyen anyagok a fémek közül a fehérfém (ón, ólom és antimon ötvözete), alumíniumbronz, ólombronz, horgany és ötvözetei. Gyakran alkalmaznak poliamid és teflon perselyeket. A jó száraz súrlódási értékre azért van szükség, mert a csapágy élete folyamán többször is kerülhet a vegyes súrlódás tartományába (indításnál, leállásnál), és ekkor rossz anyagválasztás esetén jelentős kopás léphet fel. A jó csapágyanyagok azonban általában kevéssé szilárdak, ezért a csapágycsészék öntöttvasból vagy acélból készülnek, és csak vékony felületi réteg készül csapágyfémekből. Készülnek szinterezett fémekből is csapágyak, ezeknél a porózus anyagot olajjal itatják át és így szállítják.

## Támcsapágyak
Tengelyirányú erők felvételére alkalmas csapágyak a támcsapágyak. Ezeket régen úgynevezett fésűs csapágyakként képezték ki, ami azt jelentette, hogy több tárcsát alakítottak ki a tengelyen, melyeket a csapágy két oldalról támasztott meg. Nevét onnan kapta, hogy a hosszmetszeti rajzokon a sok tengelytárcsa fésűre emlékeztetett. Először a hajócsavarok tengelyének tengelyirányú megtámasztására - ahol nagy axiális erők lépnek fel - alkalmazták az úgynevezett Michell-csapágyakat, amelyek a hidrodinamikai szűkülő rés elvét valósítják meg. Itt a tengelytárcsa olyan saruknak támaszkodik, melyek el tudnak fordulni tengelyük körül, így önműködően kialakul rajtuk az axiális erőt felvevő olajfilm nyomásdombja.

## Többszörös hordfelületű csapágy
A siklócsapágy nem ad teljesen merev vezetést a tengelynek, hiszen a radiális terhelés változásával változik az olajfilm vastagsága, és így kismértékben a tengely helyzete is. Ezért a csapágy nemlineáris karakterisztikájú rugóként működik. Ez a tulajdonság nem előnyös olyan helyen, ahol a tengely helyzetét lehetőleg pontosan tartani kell, például szerszámgépek főorsóinál. Ugyancsak problémát okoz nagy teljesítményű gőz és vízturbináknál, ahol az alkalmazott siklócsapágyak felületi terhelése kicsi, emiatt a csapágyak meglehetősen lágy rugót testesítenek meg. Ezt egyrészt figyelembe kell venni a kritikus fordulatszám számításánál (a rugalmas ágyazású forgórész kritikus fordulatszáma kisebb, mint a merevé), másrészt kellemetlen, nemlineáris rezgések forrása is lehet. Ezeknek a hátrányoknak a csökkentésére többszörös hordozófelületű siklócsapágyakat alkalmaznak. Egyszerűbb esetben két hordozófelületű csapágyat úgy alakítanak ki, hogy az osztott csapágy csészéinek összeillesztő síkjából egy kis réteget lemarnak, így a felső - egyébként terheletlen - csapágycsészén is szűkülő rés alakul ki, felületén lefelé irányuló hidrodinamikai erő keletkezik. Az ilyen, alakja alapján citromcsapágynak nevezett csapágy a forgórészt merevebben vezeti meg. Ezeket a csapágyakat turbináknál alkalmazzák, ahol a radiális erő a forgórész súlyából származik, szerszámgépeknél több hordozófelületet alakítanak ki, mert ott a terhelő erő iránya tetszőleges lehet.

## Alternáló mozgást végző csapok ágyazása
Dugattyús motorok dugattyúcsapszegének csapágyán nem tud kialakulni a korábban ismertetett hidrodinamikai nyomásdomb, mivel a csap nem végez folyamatos forgó mozgást. Itt a csapágyat tartó erő is irányt változtat. Ezeknél a csapágyaknál az olaj periodikus kiszorítása a csapágyrésből elegendő nyomást biztosít ahhoz, hogy az olajfilm állandóan fennmaradjon és ne következzék be fémes érintkezés az alkatrészek között. 

## Hidrosztatikus csapágyak
Hidrosztatikus csapágyaknál a teherhordó olajfilmet nem a szűkülő résbe áramló folyadék hidrodinamikai hatása, hanem külső szivattyú által létesített nyomás hozza létre. Az ilyen csapágy hordozófelületén több bemarást, olajtáskát vagy zsebet alakítanak ki, melyekbe szűkítőnyíláson (fojtáson) keresztül nyomás alatt kenőolajat vezetnek be. A táskában a kenőfolyadék nyomása a szűkítőnyílás és a táska mellett kialakuló réstől függően a szivattyú nyomásánál kisebb értékre áll be. Ha a tengelyt nem terheli radiális erő, akkor a furat tengelyébe áll be, ilyenkor az egyes táskák mellett a rés azonos, és azonos nyomás áll be a táskákban is. Ha radiális erő kimozdítja a tengelyt központi helyzetéből, akkor az elmozdulás irányában a rés lecsökken, emiatt a táska nyomása megemelkedik, amíg egyensúlyt nem tart a külső erővel. A folyadéknak elvileg nem kell viszkózusnak lennie, a működést még nyomás alatt lévő levegővel is biztosítani lehet, ezek az aerosztatikus csapágyak.

## Előnyök és hátrányok
A siklócsapágyak egyik nagy előnye, hogy a csapágy osztható, így olyan tengelyekhez is alkalmazható, melyekre tengelyirányban nem lehet felszerelni például gördülőcsapágyat. Ennek tulajdonítható, hogy a többhengeres dugattyús motorokba szinte kivétel nélkül siklócsapágyakat építenek be. A siklócsapágy egyszerűen gyártható és könnyen javítható, a legtöbb esetben igen nyugodt, rezgésmentes járást biztosít a gépeknek. 
Hátránya, hogy a kenőolaj minőségére és a hőmérsékletére érzékeny, mivel az olaj viszkozítása a hőmérséklettől jelentősen függ. Alacsony felületi terhelésű csapágyaknál a csapágy olajfilmje lágy alátámasztást jelent a tengelynek, ami a forgórész kritikus fordulatszámát befolyásolhatja. Ugyanilyen problémát okoz szerszámgépeknél, ahol a megmunkálás pontosságát befolyásolja. Ilyen esetekben több hordozófelületű csapágyakat alkalmaznak, melyeknél nemcsak a külső terheléssel ellenkező oldalon biztosítják a szűkülő rést és így a hordképes olajfilm kialakulását, hanem mintegy előfeszítik a csapágyat minden irányban. 
Bár a már üzemelő siklócsapágy ellenállása nem rosszabb a gördülő ágyazásokénál, de az elindításához nagyobb nyomaték szükséges. Ezért szorították ki a vasúti vontatásnál az egyszerű, olcsó és igénytelen siklóágyazásokat a gördülőcsapágyak.

## Külső hivatkozások
- Animációk siklócsapágyról[halott link]
- Stribeck-diagram
- Dr. Kamondi László: Gépszerkezetek. 5- előadás. Siklócsapágyak. Előadásvázlat.
- Stribeck-diagram (angolul)